# Irlande aux Jeux européens de 2015
L’Irlande était présente aux Jeux européens de 2015, la première édition des Jeux européens, organisée à Bakou, en Azerbaïdjan.

## Médailles
| Sport                   | Discipline       | Athlète(s)             | Performance | Date    |
| Médailles d'or : 2      |                  |                        |             |         |
| Boxe                    | -75 kg           | Michael O'Reilly       |             | 27 juin |
| Boxe                    | -60 kg           | Katie Taylor           |             | 27 juin |
| Médaille d'argent : 1   |                  |                        |             |         |
| Boxe                    | -49 kg           | Brendan Irvine         |             | 25 juin |
| Médailles de bronze : 3 |                  |                        |             |         |
| Boxe                    | -60 kg           | Sean McComb            |             | 26 juin |
| Badminton               | Double messieurs | Joshua Magee Sam Magee |             | 26 juin |
| Badminton               | Double mixte     | Chloe Magee Sam Magee  |             | 27 juin |